# 1558

## Събития
- Русия напада Ливонската конфедерация и поставя началото на Ливонската война.
- Основана е Баварската държавна библиотека.

## Родени
- Михай Витязул, владетел на Влашко
- Чидиок Тикборн, английски поет и конспиратор

## Починали
- 18 април – Александра Лисовска, валиде султан